# Pyrinia pervisata
Pyrinia pervisata es una especie de polilla de la familia Geometridae. La especie fue descrita por primera vez por Achille Guenée habiendo sido descrita en 1858, con distribución en Guayana Francesa.

## Descripción
Es una polilla mediana de una envergadura de 35 milímetros (1,4 plg) de color amarillo ocre. Las alas se ven salpicadas de óxido, con dos franjas costales oblicuas de color marrón rojizo y tres puntos negros en el ángulo interno. El ala posterior cuenta con dos manchas de color marrón rojizo en la esquina exterior y en la costa, debajo de la línea submarginal.